# Murski Val
Murski Val ist ein slowenischer Radiosender aus Murska Sobota. 
Sie senden auf den Frequenzen 94,6 MHz, 105,7 MHz und 648 kHz. Radio Murski Val besteht aus fast 60 Mitarbeitern. Der Radiosender nahm auch öfters am slowenischen Radio-Festival teil, wo er 26-mal den ersten Platz in verschiedenen Kategorien belegte.

## Sendezeit
Radio Murski Val sendet 24 Stunden lang. Von 0:00 Uhr bis 5:00 Uhr wird das „Skupni nočni program“ (zu deutsch: Gemeinsames nächtliches Programm) kurz „SNOP“ gesendet.